# Західні Гати

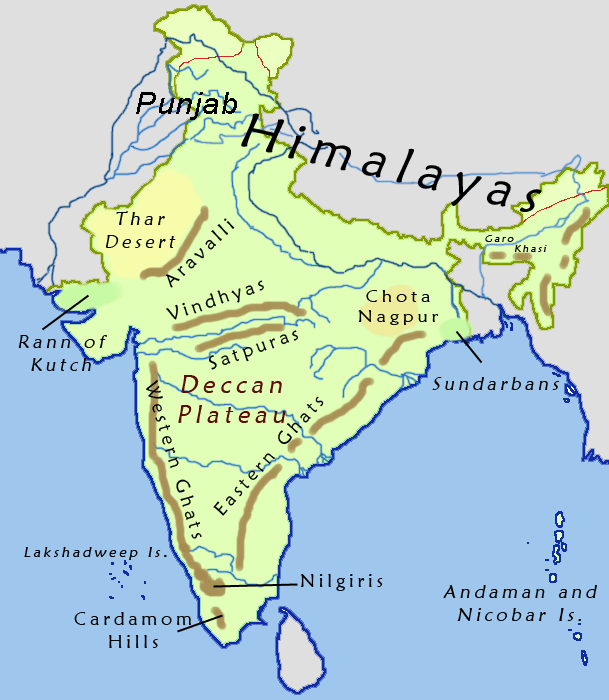
Орографія півострова Індостан

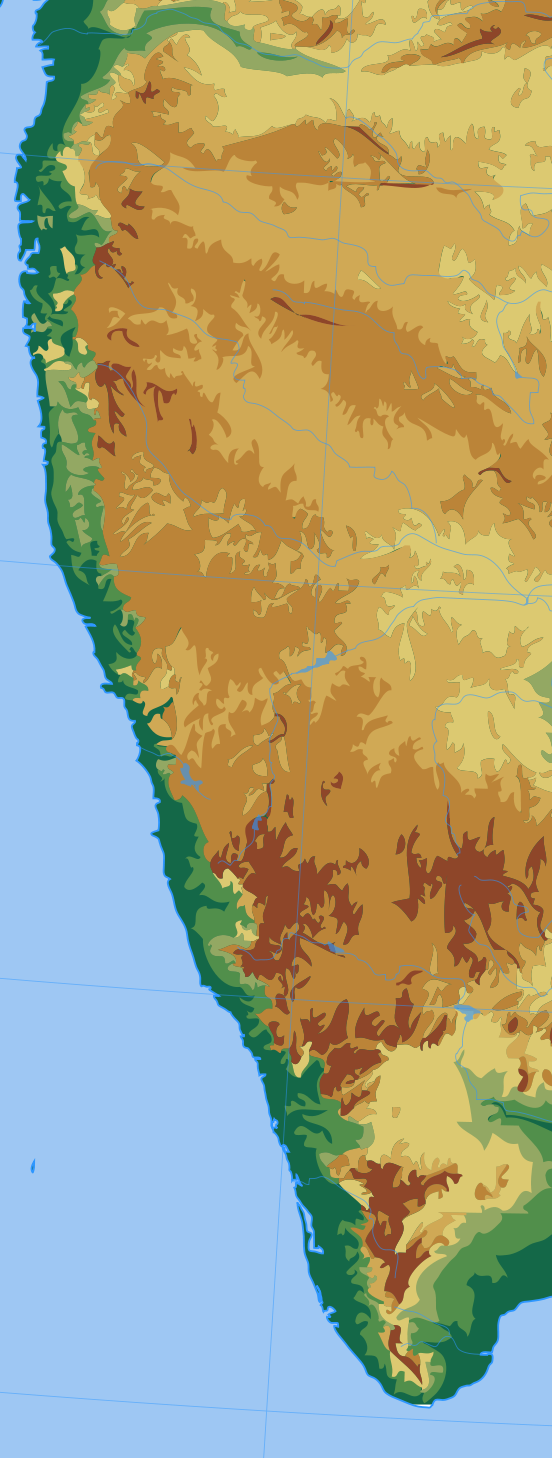
Топографія Західних Гат

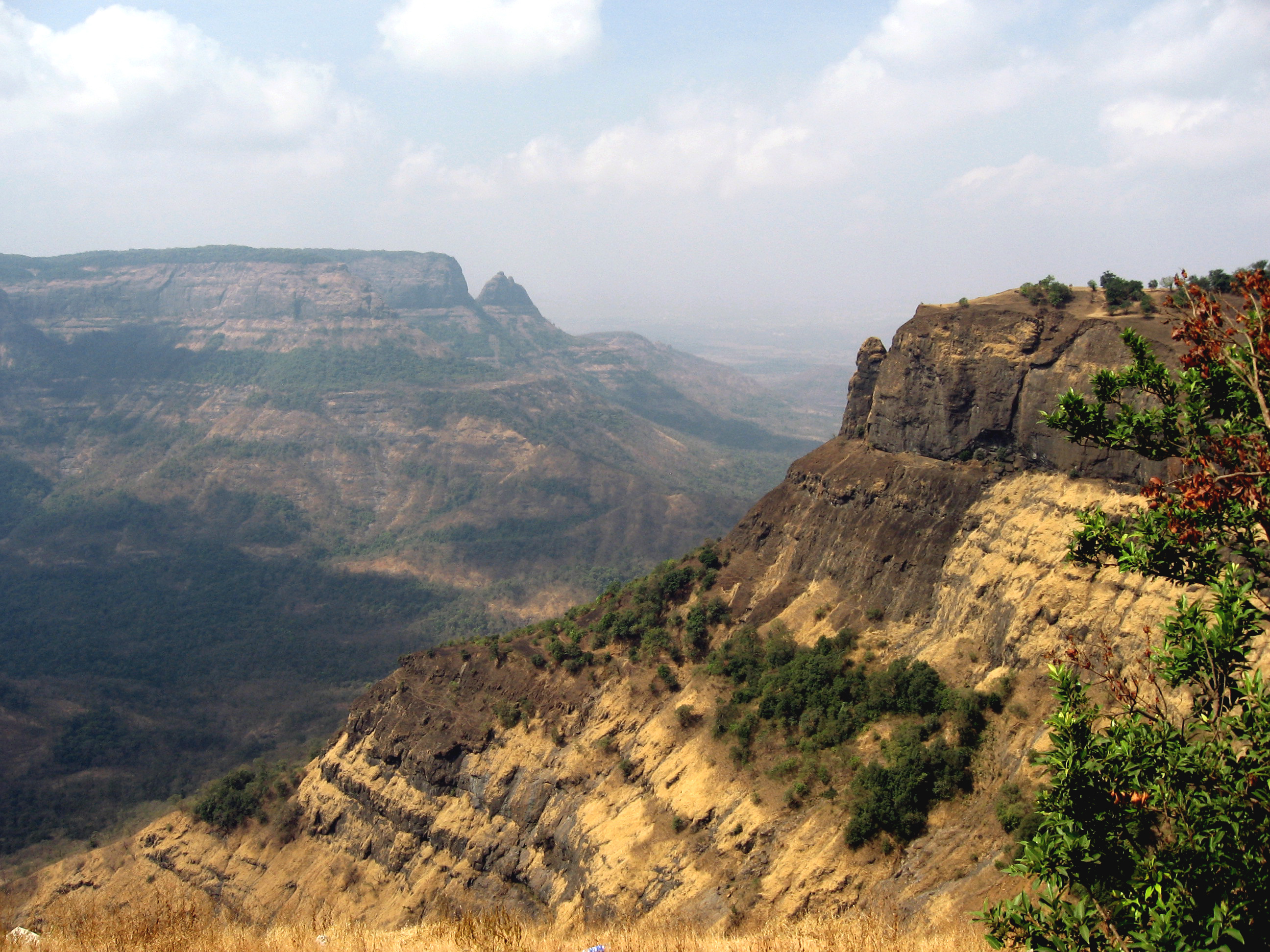
Західні Гати біля Мумбая

Західні Гати, Сах'ядрі (гінді पश्चिमी घाट, каннада ಸಹ್ಯಾದ್ರಿ, там. மேற்கு தொடர்ச்சி மலை, малаялам പശ്ചിമഘട്ടം (സഹ്യപര്‍വ്വതം), англ. Western Ghats — «сходи») — гори в Індії, вздовж узбережжя Аравійського моря, утворюють західний край плато Декан. Протяжність 1800 км з півночі на південь, від долини річки Тапті до рогу Коморин, смугою завширшки 100 км. Займають площу 60 000 км².

## Орографія
Пересічна висота 900 м, найбільша — 2 695 м (Анаймуді), найменша — 300 м (Ущелина Паллакад). Малабарське узбережжя відділяє гори від Аравійського моря. Західні схили гір круті, східні — пологі, переходять у плато Декан. Взагалі Західні Гати — це скелясті схили цього плато. Тектонічні розломи утворюють декілька середньо-високих та низьких масивів: Нілґірі, Анаймалай, Палні, Кардамонові гори. Сполучаються зі Східними Гатами на півдні в районі гір Нілґірі.

## Геологія
Сучасного вигляду гори набули в процесі кайнозойського орогенезу. Але з поглядів історичної геології вони є швом, по якому розкололась Гондвана. Складені базальтовими покровами, на півночі до 3 км завтовшки, що формують плосковершинні гори з уступами; на півдні — гнейсами, гранітами, чарнокітами.

## Клімат
Клімат субекваторіальний, мусонний. Річна сума опадів на західних схилах від 2000 до 5000 мм, на східних — 600—700 мм.

## Гідрологія
На східних схилах починаються великі річки, що несуть свої води до Бенгальської затоки: Маханаді, Ґодаварі, Крішна, Кавері.

## Рослинність
Майже 30 % гір ще вкривають ліси. Залишки вологих екваторіальних і мусонних лісів на західних схилах, звернених до моря, зберігають на півдні в заповідниках Бандіпур та Мудумалай. На півночі майже втрачені листопадно-вічнозелені ліси. Поширені плантації чаю, що становлять визначну частину ландшафту. На сухих схилах, що звернені до Деканського плоскогір'я, поширена суха савана з канделябровидними молочаями, акаціями та пальмами делеба.